# Oberonia sumatrensis
Oberonia sumatrensis là một loài thực vật có hoa trong họ Lan. Loài này được Ridl. mô tả khoa học đầu tiên năm 1917.